# Ghentia millepunctata
Ghentia millepunctata är en tvåvingeart som först beskrevs av Mario Bezzi 1918.  Ghentia millepunctata ingår i släktet Ghentia och familjen borrflugor. Inga underarter finns listade i Catalogue of Life.